# Gans (Oklahoma)
Gans es un pueblo ubicado en el condado de Sequoyah en el estado estadounidense de Oklahoma. En el año 2010 tenía una población de 312 habitantes y una densidad poblacional de 624 personas por km².

## Geografía
Gans se encuentra ubicado en las coordenadas 35°23′14″N 94°41′38″O / 35.38722, -94.69389 (35.387207, -94.693871).

## Demografía
Según la Oficina del Censo en 2000 los ingresos medios por hogar en la localidad eran de $17,344 y los ingresos medios por familia eran $23,750. Los hombres tenían unos ingresos medios de $24,375 frente a los $12,188 para las mujeres. La renta per cápita para la localidad era de $8,922. Alrededor del 27.1% de la población estaban por debajo del umbral de pobreza.